# Рисвил, Висконсин
Рисвил, Висконсин (енгл. Reeseville) град је у америчкој савезној држави Висконсин.

## Демографија
По попису из 2010. године број становника је 708, што је 5 (0,7%) становника више него 2000. године.
| Група             | 2000.       | 2010.       |
| Белци             | 688 (97,9%) | 666 (94,1%) |
| Афроамериканци    | 1 (0,1%)    | 5 (0,7%)    |
| Азијати           | 0 (0,0%)    | 7 (1,0%)    |
| Хиспаноамериканци | 8 (1,1%)    | 19 (2,7%)   |
| Укупно            | 703         | 708         |